# Franciszek Czerny-Szwarzenberg
Franciszek Szwarzenberg z Witowic Czerny herbu Nowina (ur. w początkach XVIII wieku - zm. 1764)  – starosta parnawski i łowicki, od 1739 r. kasztelan oświęcimski, w latach 1746–1760 kasztelan wojnicki.
W roku 1750 odznaczony Orderem Orła Białego. Od 1720 roku właściciel klucza andrychowskiego. Fundator licznych kościołów w okolicy Andrychowa, w tym w Inwałdzie (1747–1750), Czańcu (1764) i Porębie Żegoty (1762). Właściciel dworu w Czańcu i autor jego rozbudowy. Zapisał się w kronikach jako dobry gospodarz swojego majątku - wspierał rozwój rzemiosła tkackiego w Andrychowie osiedlając tam rzemieślników z Belgii, Saksonii i Śląska, dążył do przyznania ziemi chłopom nadając ją im na własność. Zwalniał poddanych z obciążeń podatkowych.
W kościele w Alwerni znajduje się epitafium poświęcone jego pamięci.
Jako deputat i poseł księstw oświęcimskiego i zatorskiego na sejm elekcyjny podpisał pacta conventa Stanisława Leszczyńskiego w 1733 roku. Był elektorem Stanisława Leszczyńskiego w 1733 roku. Był posłem księstw oświęcimskiego i zatorskiego na sejm 1738 roku.